# Rebecca Yarros
Rebecca Yarros (Washington, 14 aprile 1981) è una scrittrice statunitense, nota per la saga romantic-fantasy The Empyrean.

## Biografia
Nata a Washington DC, è poi cresciuta a Colorado Springs; entrambi i suoi genitori erano militari dell'esercito statunitense. Sin da piccola ha sofferto della sindrome di Ehlers-Danlos, una malattia cronica che le ha parzialmente compromesso la mobilità.
Nel 2008 ha conseguito un Bachelor of Arts in History and English presso la Troy University in Alabama. Dopo aver firmato un contratto con la casa editrice specializzata in romanzi rosa Entangled Publishing , ha esordito nel 2014 con il libro Full Measures, il primo della serie di romanzi "Flight & Glory". Il libro è stato nominato per il Goodreads Choice Award come autore esordiente di Goodreads. Inizia quindi a pubblicare numerosi romanzi romantici, al ritmo di oltre uno all'anno, che le consentono di guadagnare un fedele seguito di pubblico.
La svolta nella sua carriera avviene nel 2023 con la pubblicazione di Fourth Wing il primo libro della saga romance-fantasy The Empyrean. La sua casa editrice, intuendo il potenziale del romanzo, accompagnò il lancio del libro con una massiccia campagna pubblicitaria che aiutò il libro a diventare immediatamente un successo letterario, grazie anche al seguito ottenuto su TikTok. A ottobre del 2023, pochi mesi dopo l’uscita Amazon MGM Studios annunciò di aver acquistato i diritti del libro per una serie televisiva. Al libro hanno fatto seguito Iron Flame nel 2024 e Onyx Storm nel 2025. Secondo quanto annunciato dall'autrice la saga sarà composta da cinque libri.

## Vita privata
Yarros è sposata con un militare statunitense, con cui ha sei figli. Ha iniziato a scrivere mentre suo marito era in missione in Afghanistan.

## Opere
- 1984: Against All Odds, WaWa Productions, 2016.
- Le parole che mi hai lasciato [The Last Letter], Sperling & Kupfer, 2024  [2019],  p. 448, ISBN 9788855442848.[3]
- Great and Precious Things, Entangled, 2020, ISBN 9781640638167.
- Muses & Melodies, Yarros Ink, 2020.
- Cose che non ci siamo mai detti [The Things We Leave Unfinished], Sperling & Kupfer, 2024  [2021],  p. 446, ISBN 9788855442831.
- A Little Too Close, Yarros Ink, 2022, ISBN 9780997383164.
- In the Likely Event, Montlake, 2023, ISBN 9781662511561.

### Serie The Empyrean
- Fourth Wing, Sperling & Kupfer, 2023,  p. 528, ISBN 9788820077334.
- Iron Flame, Sperling & Kupfer, 2024,  p. 672, ISBN 9788820077341.
- Onyx Storm, Sperling & Kupfer, 2025,  p. 640, ISBN 9788820077358.

### Serie Flight and Glory
- Full Measures, Entangled, 2014.
- Eyes Turned Skyward, Entangled, 2014, ISBN 9781633751491.
- Beyond What is Given, Entangled, 2015.
- Hallowed Ground, Entangled, 2016.
- The Reality of Everything, Independent, 2020.

### Serie Legacy
- Point of Origin, 2016, ISBN 9780997383102.
- Ignite, Yarros Ink, 2016.
- Reason to Believe, Everafter Romance, 2022, ISBN 9781635765052.

### Trilogia di Renegades
- Wilder, Entangled, 2016, ISBN 9781682812686.
- Nova, Entangled, 2017, ISBN 9781633757813.
- Rebel, Entangled, 2017, ISBN 9781640631427.

### Serie In Luv
- con Jay Crownover, Girl in Luv, Jay Crownover, 2019, ISBN 9781701202559.
- con Jay Crownover, Boy in Luv, Jay Crownover, 2019, ISBN 9781701413047.